# Ansião (freguesia)
A Freguesia de Ansião, com sede na vila de Ansião, é uma freguesia portuguesa do Município de Ansião com 38,25 km² de área e 3524 habitantes (censo de 2021), tendo, por isso, uma densidade populacional de 92,1 hab./km².

## Evolução territorial
Em 2013, no âmbito de uma reforma administrativa nacional, foi-lhe adicionado o território das antigas freguesias de Lagarteira e Torre de Vale de Todos, entretanto extintas.

Freguesias extintas e agregadas à Freguesia de Ansião no Município de Ansião.

## Demografia
A população registada nos censos foi:
| Distribuição da População por Grupos Etários | Distribuição da População por Grupos Etários | Distribuição da População por Grupos Etários | Distribuição da População por Grupos Etários | Distribuição da População por Grupos Etários | Distribuição da População por Grupos Etários |
| -------------------------------------------- | -------------------------------------------- | -------------------------------------------- | -------------------------------------------- | -------------------------------------------- | -------------------------------------------- |
| Antes da agregação                           |                                              |                                              |                                              |                                              |                                              |
| Ano                                          | 0-14 anos                                    | 15-24 anos                                   | 25-64 anos                                   | >= 65 anos                                   | Total                                        |
| 2001                                         | 526                                          | 475                                          | 1879                                         | 691                                          | 3571                                         |
| 2011                                         | 570                                          | 350                                          | 1939                                         | 784                                          | 3643                                         |
| Após a agregação                             |                                              |                                              |                                              |                                              |                                              |
| Ano                                          | 0-14 anos                                    | 15-24 anos                                   | 25-64 anos                                   | >= 65 anos                                   | Total                                        |
| 2021                                         | 462                                          | 369                                          | 1736                                         | 957                                          | 3524                                         |

## Património
- Igreja Matriz de Ansião
- Capela de São José
- Capela de São Mateus
- Capela de Santa Marta
- Capela de São Luís
- Capela de São Miguel
- Capela de São Brás
- Capela de São João
- Capela de Santo António
- Capela do Cemitério
- Capela de Santa Isabel e de São Pedro
- Capela da Senhora da Paz
- Pelourinho de Ansião
- Padrão seiscentista de Ansião